# Diversidad sexual en Bonaire
Los derechos de lesbianas, gays, bisexuales y transgénero (LGBT) en Bonaire son muy progresistas según los estándares caribeños. Bonaire forma parte del Caribe Neerlandés y es un municipio especial de los Países Bajos. Tanto la actividad sexual masculina como femenina entre personas del mismo sexo son legales en Bonaire, y el matrimonio y la adopción entre personas del mismo sexo son legales desde 2012. Además, la discriminación por motivos de "orientación heterosexual y homosexual" está prohibida.

## Ley sobre la actividad sexual entre personas del mismo sexo
La actividad sexual entre personas del mismo sexo es legal en Bonaire desde 1869, con la entrada en vigencia del Código Penal de las Antillas Neerlandesas.

## Reconocimiento del matrimonio igualitario
El matrimonio entre personas del mismo sexo en Bonaire se legalizó tras la entrada en vigor de una ley que permite a las parejas del mismo sexo casarse allí el 10 de octubre de 2012.
El primer matrimonio entre personas del mismo sexo se produjo el 18 de mayo de 2013 entre un ciudadano de Aruba y un venezolano.

## Protecciones contra la discriminación
El Código Penal BES (en neerlandés: Wetboek van Strafrecht BES), que se aplica a Bonaire y las islas de Saba y San Eustaquio, tipifica como delito la discriminación por motivos de "orientación heterosexual y homosexual". El artículo 144 prevé sanciones que van desde multas hasta dos años de prisión.
Además, el artículo 1 de la Constitución de los Países Bajos se aplica a Bonaire. El artículo dice: "Todas las personas en los Países Bajos serán tratadas por igual en iguales circunstancias. No se permitirá la discriminación por motivos de religión, creencias, opiniones políticas, raza o sexo o por cualquier otro motivo".
El Instituto Holandés de Derechos Humanos (en neerlandés: College voor de Rechten van de Mens) es un instituto de investigación que "protege, promueve y supervisa los derechos humanos". El Instituto, creado por ley en 2010, trabaja en los Países Bajos europeos y también en los Países Bajos caribeños.

## Condiciones de vida
Debido a la pequeña población de Bonaire, de menos de 20 000 habitantes, no hay ambiente gay en la isla. No hay lugares o bares gay específicos, aunque muchos sí los consideran "gay-friendly" y acogedores. Sin embargo, existe una asociación gay, conocida como EQ Bonaire; el grupo tiene como objetivo "promover reformas sociales logrando así la aceptación social de la homosexualidad".
La discriminación contra los homosexuales es casi inaudita en Bonaire, pero el acoso y la homofobia en las escuelas es un gran problema, y algunas personas LGBT locales han afirmado que el rechazo social, particularmente dirigido a los lugareños, no a los turistas, sí existe.